# TKG애강
TKG애강(TKG Aikang Co. Ltd.)은 대한민국의 플라스틱 배관재 제조 기업이다. 본사는 충청북도 충주시 중앙탑면 기업도시로 422에 위치해 있다. 대표이사 서정환이다.

## 역사
1990년 1월 (주)에이콘으로 설립하였으며, 2006년 5월 (주)애강으로, 2014년 7월 태광실업 그룹으로 편입되었으며 2016년 3월 (주)애강리메텍에서 정산애강으로 2022년 3월 현재의 상호로 변경하였다
소방용CPVC 배관, 신축배관, 스프링클러헤드와 소방용 밸브 등 소방 기계류 사업을 영위한다

## 참고 문헌
1. ↑  서정환 TKG애강 대표 취임 “다각적 경영 전략 추진”, 소방방재신문, 2023/04/04
2. ↑  양기보, 한국IR협의회 기술분석보고서-정산애강, 2021.10.21.[깨진 링크(과거 내용 찾기)]
3. ↑  최영, TKG애강 “배관재 넘어 스프링클러 설비류 국내 1위 목표”… 공식 론칭, 소방방재신문, 2023/09/14